# Tasmanthrus galbinomaculatus
Tasmanthrus galbinomaculatus är en nattsländeart som beskrevs av Jacquemart 1965. Tasmanthrus galbinomaculatus ingår i släktet Tasmanthrus och familjen Philorheithridae. Inga underarter finns listade i Catalogue of Life.